# 上原れもん
上原 れもん（うえはら れもん、1999年2月13日 - ）は、日本のアイドル、グラビアアイドル。女性アイドルグループ＃よーよーよーのメンバーであり、夢みるアドレセンスの元メンバーである。2024年8月20日から「上原れもん」として活動している。東京都出身。

## 略歴
2020年、SHOWROOMで行われた『LIVE☆STARSアイドルオーディション』に「結城檸檬」（ゆうき れもん）名義でエントリー。応募総数1,400名の中から最終合格者6名に選ばれ、同年12月20日、築地本願寺ブディストホールで行われたプレデビューライブに於いて、ユニット名が「ラストノート」と発表される。ラストノートは翌2021年4月25日に正式デビューしたが、檸檬は同年6月15日付をもって活動を辞退した。同年、令和時代の新しいグラビアアイドルの才能を発掘しようと、大手芸能事務所のエイベックス・マネジメント・フィット・プラチナムプロダクションの3社が共同で開催した日本最大級のグラビアアイドルオーディション『グラビアネクスト2021』に「檸檬」名義で応募。同10月30日に行われた最終審査でグランプリを獲得したが、主催した3社のいずれかに所属することはなかった。
2021年12月から始まった、夢みるアドレセンスの新メンバーオーディション『なれんの!?夢アド 2022』に「蘭れもん」（あららぎ れもん）名義でエントリー。ミクチャでの配信審査及びライブ審査を経てファイナリスト21名の中に入り、2022年3月21日に下北沢シャングリラで行われた最終審査において、夢アド第5期メンバーに選出された。合格後に芸名を「藤白れもん」に改め、夢アドの3代目白色担当として同年5月12日に白金高輪SELENE b2でお披露目ライブを行った。2024年2月4日、藤白れもん生誕祭2024をもって卒業。
2025年6月6日、アイドルグループ＃よーよーよーの新メンバーとしてデビューする。

## 人物
- 東京薬科大学生命科学部生命医科学科卒業[6]。大学卒業後は化粧品の開発に関わる会社に就職が内定していたが、夢アドとの兼ね合いが困難になることから入社式の日に即退社したとのこと[13]。そのため後述するデジタル写真集には「出社0日で脱サラした」という自虐的な文言が使用されている[14]。
- 8歳の頃からジュニアオーケストラでチェロを習っており、東京都交響楽団の実技試験後に小澤征爾から手紙をもらったこともあるという[1]。2023年4月4日未明に放送されたTBSテレビ『全力アピール アダムシアター』では、親からプレゼントされたチェロを披露し音色を響かせている[動画 3]。
- 得意な教科は数学。高校時代は偏差値が40から70にアップしたという[13]。
- チャームポイントは脚とくびれ[8][6]。

## 作品

### デジタル写真集
- 週プレ PHOTO BOOK「出社0日で脱サラして夢見るアイドルに!!」（2022年12月12日、集英社）[14]
- FRIDAY DIGITAL PHOTO BOOK「ビタミンビキニ♡」（2023年1月6日、講談社）[15]
- スピ/サン グラビアフォトブック「Lemon Power」（2023年2月13日、小学館）[1]

## 出演

### 舞台
- アリスインプロジェクト「魔銃ドナー巫/かんなぎ」（2023年5月3日 - 7日、新宿村LIVE）- ドクトル・セイラ 役[16]
- Studio K'z×カラスカ「ネーチャンズ☆2024」（2024年6月19日 - 23日、池袋・シアターKASSAI） - 神崎紅薔薇 役[17]
- Studio K'z×アリスインプロジェクト「終わらない歌を少女はうたう～エターナルメロディー2024～[18]」（2024年9月19日 - 23日、シアター風姿花伝） - 柏木空 役[19]
- E-Stage Topia 音楽劇「PHANTOM of the SHOGIKAIKAN」（2025年4月23日 - 27日、上野ストアハウス） - ヒロイン 角行 役[20]
- 舞台「ヘブンバーンズレッド」（2025年10月31日 - 11月9日〈予定〉、東京ドームシティ シアターGロッソ） - 上原れもん 役[21]

#### 動画
1. ↑  ラストノート公式 LIVE⭐︎STARSアイドルオーディション【最終審査合宿 最終話】～合格者発表編～ - YouTube（2020年12月4日）2023年9月21日閲覧。
2. ↑  ラストノート公式 【オーディション完結編】『プレデビューライヴ ダイジェスト版を最速でお届け!!』 - YouTube（2020年12月25日）2023年9月21日閲覧。
3. ↑  全力アピール!アダムシアター 夢みるアドレセンス・藤白れもん - YouTube（2023年4月4日）2023年9月21日閲覧。